# ISO 3166-2:SN
ISO 3166-2:SN — стандарт Международной организации по стандартизации, который определяет геокоды. Является подмножеством стандарта ISO 3166-2, относящимся к Сенегалу. Стандарт охватывает 14 областей. Каждый код состоит из двух частей: кода Альфа2 по стандарту ISO 3166-1 для Республики Сенегал — SN и двухсимвольного кода, записанных через дефис. Дополнительный двухбуквенный код образован созвучно названию области. Геокоды областей Республики Сенегал являются подмножеством кодов домена верхнего уровня — SN, присвоенного Сенегалу в соответствии со стандартами ISO 3166-1.

## Геокоды административно-территориального деления Сенегала
Геокоды 14 областей административно-территориального деления Сенегала.
| Геокод | Административная единица | Статус  |
| ------ | ------------------------ | ------- |
| SN-DK  | Дакар                    | область |
| SN-DB  | Диурбель                 | область |
| SN-FK  | Фатик                    | область |
| SN-KA  | Кафрин                   | область |
| SN-KL  | Каолак                   | область |
| SN-KE  | Кедугу                   | область |
| SN-KD  | Колда                    | область |
| SN-LG  | Луга                     | область |
| SN-MT  | Матам                    | область |
| SN-SL  | Сен-Луи                  | область |
| SN-SE  | Седиу                    | область |
| SN-TC  | Тамбакунда               | область |
| SN-TH  | Тиес                     | область |
| SN-ZG  | Зигиншор                 | область |

## Геокоды пограничных Сенегала государств
- Мавритания — ISO 3166-2:MR (на севере),
- Мали — ISO 3166-2:ML (на востоке),
- Гвинея — ISO 3166-2:GN (на юге),
- Гвинея-Бисау — ISO 3166-2:GW (на юге).